# تايهو-ريتسوريو

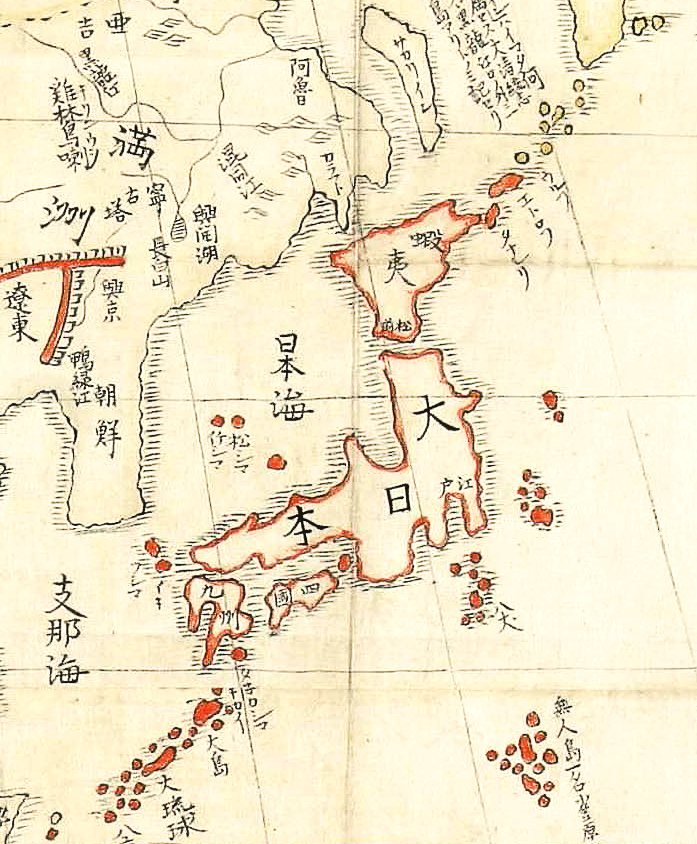

تايهو-ريتسوريو (باليابانية: 大宝律令) أو دستور تايهو هو قانون للحكم وضع في نهاية فترة أسوكا من تاريخ اليابان، حوالي عام 701. اكتمل العمل به بإشراف من الأمير أوساكابه، وفوجيوارا نو فوهيتو و أواتا نو ماهيتو على طلب من الإمبراطور مومو، ومثل العديد من مكونات الدولة في ذلك العصر فقد كان مستمدا من أنظمة الحكم في الصين من أسرة تانج.
كان لوضع دستور تايهو تأثير كبير على دخول الأفكار الكونفشيوسية في اليابان وتأثيرها على أفكار الحكم. تم تعديل الدستور في فترة نارا ليصبح أكثر ملائمة لثقافة اليابان وبيئتها والنسخة المعدلة كانت تحت اسم يورو-ريتسوريو.